# Most (wydawnictwo)
Wydawnictwo MOST – polskie wydawnictwo utworzone w 1983 roku przez podziemne Stowarzyszenie Dziennikarzy Polskich (SDP).

## Historia
Wydawnictwo działało pierwotnie jako magazyn „Wolne Pismo MOST” o tematyce politycznej i kulturalnej. Głównymi inicjatorami powstania czasopisma byli Maciej Łukasiewicz (z władz SDP) oraz Anna Baniewicz (była dziennikarka z „Kuriera Polskiego”). Podziemne wydawnictwo publikowało książki, broszury i periodyki w tzw. drugim obiegu, ponieważ w oficjalnym publikacje wydawnictwa były zakazane. Zespół MOST-u składał się z pisarzy, dziennikarzy, publicystów i reporterów. W drugim obiegu MOST wydał łącznie 77 pozycji, w tym edycje paryskiego „Kontaktu” i berlińskiego „Poglądu” oraz „Warszawskie Zeszyty Historyczne”.
Tytuły wydawnictwa MOST ukazywały się również w oficynach emigracyjnych na Zachodzie, takich jak: paryski Instytut Literacki, „Editions – Spotkania” i londyński „Aneks”; wśród nich m.in. książka Komedianci. Rzecz o bojkocie, wyróżniona w 1988 roku Nagrodą Komitetu Kultury Niezależnej „Solidarności”.
W 1989 roku wydawnictwo MOST zostało włączone do Funduszu Wydawnictw Niezależnych.
W latach 1990–1996 roku funkcjonowało jako oficjalna oficyna wydawnicza MOST, poszerzając tematykę publikacji o literaturę piękną i poezję. W 1996 roku wróciło do nazwy Wydawnictwo MOST.

## Nagrody
- 1899:  książka „Komedianci. Rzecz o bojkocie”, wyróżniona Nagrodą Komitetu Kultury Niezależnej ,,Solidarności[3].